# Gene Mills
Gene Mills (ur. 1959) – amerykański zapaśnik walczący w stylu wolnym. Był członkiem kadry na igrzyska w Moskwie 1980, na które nie pojechał z powodu bojkotu.
Uczestnik mistrzostw świata w 1985. Triumfator igrzysk panamerykańskich w 1979. Pierwszy w Pucharze Świata w 1980, 1981; drugi w 1982 i 1986 roku.
Zawodnik DePaul Catholic High School w Wayne i Syracuse University. Cztery razy All American (1977-1979 i 1981). Pierwszy w NCAA Division I w 1981 i 1979; trzeci w 1977. Outstanding Wrestler w 1981 roku.